# Oostenrijks voetbalkampioenschap 1912/13
1912/13 was het 2de seizoen in de Oostenrijkse competitie, ingericht door de NÖFV (Niederösterreichische Fußballverband). Er waren vier gelijkwaardige competities, het Oostenrijkse kernland, Bohemen, Moravië-Silezië en Galicië, waardoor alle gebieden uit Cisleithanië vertegenwoordigt waren. Heden wordt enkel de competitie uit het Oostenrijkse kernland gezien als de volwaardige Oostenrijkse competitie die enkel open stond voor clubs uit de hoofdstad Wenen.

## Oostenrijk

### Wiener 1. Klasse
De competitie telde 1 club minder dan het vorige seizoen, Vienna Cricket and Football-Club degradeerde immers vrijwillig en de vrijgekomen plaats werd niet ingenomen.
| Pl. | Club                      | Wed | W  | G | V  | DS    | Ptn |
| --- | ------------------------- | --- | -- | - | -- | ----- | --- |
| 1.  | SK Rapid Wien (K)         | 18  | 15 | 3 | 0  | 59-17 | 33  |
| 2.  | Wiener Association FC     | 18  | 12 | 2 | 4  | 39-21 | 26  |
| 3.  | Wiener Sport-Club         | 18  | 10 | 1 | 7  | 45-24 | 21  |
| 4.  | Wiener Amateur SV         | 18  | 9  | 1 | 8  | 39-31 | 19  |
| 5.  | Wiener AC                 | 18  | 8  | 3 | 7  | 41-28 | 19  |
| 6.  | 1. Simmeringer SC         | 18  | 7  | 1 | 10 | 29-53 | 15  |
| 7.  | SpC Rudolfshügel Wien     | 18  | 6  | 3 | 9  | 19-44 | 15  |
| 8.  | First Vienna FC 1894 Wien | 18  | 5  | 3 | 10 | 19-37 | 13  |
| 9.  | Floridsdorfer AC Wien     | 18  | 5  | 3 | 10 | 25-49 | 13  |
| 10. | ASV Hertha Wien           | 18  | 3  | 0 | 15 | 31-42 | 6   |

#### Topschutters
15 goals Johann Neumann (WAC), Jan Studnicka (WAC)
14 goals Richard Kuthan (Rapid)
13 goals Ludwig Hussak (Amateure)
12 goals Adolf Fischera (WAF), Gustav Blaha (Rapid)
10 goals Wilhelm Schmieger (Sport-Club)

#### Ploeg van kampioen SK Rapid Wien
Franz Balzer, Eduard Bauer, August Blaha, Fritz Brandstetter, Josef Brandstetter, Vincenz Dittrich, Leopold Grundwald, Josef Hagler, Josef Jech, Josef Kaltenbrunner, Josef Klima, Josef Koceny, Johann Kowarik, Krczal, Richard Kuthan, Kühn, Putzendoppler I, Schediwy, Franz Schediwy, Josef Schediwy, Tauschinsky, Wegscheider

#### Eindronde
| Relegation | 20 juli 1913    | ASV Hertha Wien – SC Wacker Wien | 2:0 |
|            | 3 augustus 1913 | ASV Hertha Wien – SC Wacker Wien | 2:2 |

### Wiener 2. Klasse A
Van de 2de klasse zijn geen uitslagen of rangschikkingen bekend. Wacker werd kampioen en speelde de eindronde voor een plaats in de hoogste klasse maar slaagde er niet in te promoveren.
- SC Wacker Wien (K) — Eindronde
- Vienna Cricket and Football-Club (D)
- SC Ober-Sankt Veit
- Wiener Sportfreunde
- SC Red Star Wien
- SK Favoritner Vorwärts
- SC Donaustadt
- SC Blue Star Wien
- SC Südmark Wien
- Wiener Bewegungsspieler
- FC Sturm 1907 Wien (P)
- Nußdorfer AC — degradatie

(K) = verdedigend kampioen, (D) = gedegradeerd, (P) = gepromoveerd. 

#### Provendi uit de 2. Klasse B
- 1. Groß-Floridsdorfer FK Admira
- SC Hakoah Wien

### Andere landsdelen
In Niederösterreich werd een competitie georganiseerd die niet mochten deelnemen aan de officiële competitie. Deelnemers waren Germania Schwechat, SV Mödling, ASK Liesing, V.I.S. Baden en 1. Wiener Neustädter in de groep zuid en SV Stockerau 07, 1. Korneuburger SV en Klosterneuburger SV.
Germania Schwechat en Stockerau werden kampioen en bekampten elkaar in de finale. De uitslag is niet meer bekend enkel dat Schwechat won.

## Bohemen
| Pl. | Club            | Wed | W | G | V | DS   | Ptn |
| --- | --------------- | --- | - | - | - | ---- | --- |
| 1.  | DFC Praag       | 4   | 4 | 0 | 0 | 14:5 | 8   |
| 2.  | Teplitzer FK 03 | 4   | 2 | 0 | 2 | 9:13 | 4   |
| 3.  | Karlsbader FC   | 4   | 0 | 0 | 4 | 9:14 | 4   |

### Tweede klasse
| District I 1. DFC Komotau 2. DSC Brüx 3. DFC Sparta Karlsbad 4. DSV Saaz | District II 1. DFC Aussig 2. VfB Teplitz 3. DFC Bodenbach 4. DSC Dux 5. Leitmeritzer FC 6. SC Akademia Bodenbach | District III 1. DFC Warnsdorf 2. DSC Gablonz 3. SC Reichenberg 4. SC Kismet Reichenberg 5. DSC Warnsdorf |

## Moravië-Silezië
De competitie werd in twee districten verdeeld, voor het district Bielitz schreef zich maar één club in die zich dus meteen plaatste voor de play-off met een club uit Troppau. DSV Troppau werd kampioen.
District Troppau
| Pl. | Club                            | Wed | W | G | V | DS    | Ptn |
| --- | ------------------------------- | --- | - | - | - | ----- | --- |
| 1.  | DSV Troppau (Opava)             | 6   | 5 | 1 | 0 | 40:6  | 11  |
| 2.  | FC Silesia Troppau (Opava)      | 4   | 2 | 2 | 2 | 7:10  | 6   |
| 3.  | TV Freiwaldau (Jeseník)         | 4   | 0 | 2 | 2 | 13:16 | 4   |
| 4.  | FC Rekord Troppau (Opava)       | 4   | 1 | 0 | 3 | 5:17  | 2   |
| 5.  | FCD Sportbrüder Troppau (Opava) | 4   | 0 | 2 | 2 | 4:17  | 2   |

District Bielitz
| Pl. | Club                         | Wed | W | G | V | DS  | Ptn |
| --- | ---------------------------- | --- | - | - | - | --- | --- |
| 1.  | BBSV Bielitz (Bielsko-Biała) | 2   | 0 | 1 | 1 | 3:6 | 1   |

Tussen haakjes de huidige naam van de stad

## Galicië (Polen)
| Pl. | Club          | Wed | W | G | V | DS   | Ptn |
| --- | ------------- | --- | - | - | - | ---- | --- |
| 1.  | Cracovia      | 4   | 2 | 2 | 0 | 10:4 | 6   |
| 2.  | Wisła Kraków  | 4   | 2 | 0 | 2 | 5:8  | 4   |
| 3.  | Pogoń Lemberg | 4   | 0 | 2 | 2 | 4:7  | 2   |

1911/12 · 1912/13 · 1913/14 · 1914/15 · 1915/16 · 1916/17 · 1917/18 · 1918/19 · 1919/20 · 1920/21 · 1921/22 · 1922/23 · 1923/24 · 1924/25 · 1925/26 · 1926/27 · 1927/28 · 1928/29 · 1929/30 · 1930/31 · 1931/32 · 1932/33 · 1933/34 · 1934/35 · 1935/36 · 1936/37 · 1937/38 · 1938/39 · 1939/40 · 1940/41 · 1941/42 · 1942/43 · 1943/44 · 1944/45 · 1945/46 · 1946/47 · 1947/48 · 1948/49 · 1949/50 · 1950/51 · 1951/52 · 1952/53 · 1953/54 · 1954/55 · 1955/56 · 1956/57 · 1957/58 · 1958/59 · 1959/60 · 1960/61 · 1961/62 · 1962/63 · 1963/64 · 1964/65 · 1965/66 · 1966/67 · 1967/68 · 1968/69 · 1969/70 · 1970/71 · 1971/72 · 1972/73 · 1973/74 · 1974/75 · 1975/76 · 1976/77 · 1977/78 · 1978/79 · 1979/70 · 1980/81 · 1981/82 · 1982/83 · 1983/84 · 1984/85 · 1985/86 · 1986/87 · 1987/88 · 1988/89 · 1989/90 · 1990/91 · 1991/92 · 1992/93 · 1993/94 · 1994/95 · 1995/96 · 1996/97 · 1997/98 · 1998/99 · 1999/00 · 2000/01 · 2001/02 · 2002/03 · 2003/04 · 2004/05 · 2005/06 · 2006/07 · 2007/08 · 2008/09 · 2009/10 · 2010/11 · 2011/12 · 2012/13 · 2013/14 · 2014/15 · 2015/16 · 2016/17 · 2017/18 · 2018/19 · 2019/20 · 2020/21 · 2021/22 · 2022/23